# Lostock
Lostock är en ort i distriktet Bolton, Storbritannien. Den ligger i grevskapet Greater Manchester och riksdelen England, i den centrala delen av landet, 280 km nordväst om huvudstaden London. Lostock ligger 122 meter över havet och antalet invånare är 891. Bramhall var en civil parish 1866–1898 när blev den en del av Bolton. Civil parish hade 891 invånare år 1891.
Närmaste större samhälle är Bolton, 4,6 km öster om Lostock. 